# Откъде се знаем?
„Откъде се знаем?“ е български игрален филм (драма, късометражен) от 1974 година на режисьора Никола Русев, по сценарий на Валери Петров. Оператор е Стефан Алтъпармаков. Музиката във филма е композирана от Симеон Венков.
Музиката е записана от „Оркестър София“. Песента изпълнява Вили Първанова.

## Актьорски състав
| В главните роли                     | Изпълнител      |
| ----------------------------------- | --------------- |
| момичето                            | Елена Димитрова |
| войникът                            | Павел Попандов  |
| учавстват още                       |                 |
| Волфганг / немският офицер          | Богдан Глишев   |
| българският офицер                  | Джоко Росич     |
| майката на сватбата на войника      | Домна Ганева    |
| буржоа на стълбата, пишещ по къщата | Евстати Стратев |
| съпругата на войника                | Илка Зафирова   |
| тенесистът Боби                     | Климент Денчев  |
| българският офицер                  | Найчо Петров    |
| буржоа пишещ по стената             | Николай Бинев   |
| немският офицер на мотоциклета      | Пейчо Пейчев    |
| немският офицер пред фотото         | Петър Дончев    |
| дамата с кученцето                  | Татяна Лолова   |
| ваксаджията                         | Христо Писков   |
| господинът на който лъскат обувките | Янко Янков      |